# بینه‌تو
بینه‌تو (به ایتالیایی: Binetto) یک کومونه در ایتالیا است که در استان باری واقع شده‌است.

## خصوصیات
بینه‌تو ۱۷ کیلومترمربع مساحت و ۲٬۰۵۵ نفر جمعیت دارد و ۱۷۰ متر بالاتر از سطح دریا واقع شده‌است.